# Berg Dániel (politikus)
Berg Dániel Tamás (New York, Egyesült Államok, 1988. december 21. –) magyar–amerikai politikus, politológus, a Momentum Mozgalom politikus, 2019–2025 között Budapest II. kerületének alpolgármestere, a Liberálisok és Demokraták Szövetsége Európáért pártcsalád alelnöke. 2018 és 2020 között tagja volt a Momentum országos elnökségének, jelenleg a párton belül működő Nemzetközi Irodát vezeti.

## Családi háttere
Édesanyja, Palotai Klára a Halász Péter nevével fémjelzett Kassák Ház Stúdió tagjaként 1976-ban politikai nyomásra hagyta el Magyarországot, majd a disszidens csapatból létrejött Squat Színház tagjaként Nyugat-Európában, végül az Egyesült Államokban telepedett le.

## Gyermekkora, tanulmányai
Berg az Egyesült Államokban, New Yorkban született és gyermekkorának egy részét ott is töltötte. A rendszerváltás után pár évvel Magyarországra költöztek, az akkor még gyermek Berg 6 évet töltött az országban, mielőtt visszamentek az Egyesült Államokba. Édesanyja továbbra is New Yorkban él.
Tanulmányait főleg New Yorkban végezte, ahol a New York Egyetemen, majd a New York-i Állami Egyetemen tanult politikatudomány és nemzetközi kapcsolatok szakon. 2016-ban a Közép-európai Egyetem (CEU) School of Public Policy programján szerzett mesterdiplomát közpolitika szakon.

## Közéleti és politikai pályafutása
Nagyobb ismertségre a 2017 áprilisban kezdődött, a CEU melletti kiállásként szervezett tüntetések szónokaként, szervezőjeként tett szert. Abban az évben csatlakozott a Momentum Mozgalomhoz, ahol évekig a párt külügyi osztályát vezette.
2018-ban a Momentum egyéni képviselőjelöltjeként indult Somogy 1. sz. választókerületben, ahol 1,67%-os eredménnyel a hatodik helyen végzett, így nem szerzett mandátumot.
Ugyanebben az évben a Momentum küldöttgyűlése a párt országos elnökségének tagjává választotta, a 2020-as tisztújításon azonban kikerült az elnökségből.
Szintén 2018-ban, már elnökségi tagként - amerikai-magyar kettős állampolgárként élve alkotmányos jogával - július 4-én levélben megkereste az Egyesült Államok magyarországi nagykövetét, David B. Cornsteint, hogy a magyar kormánnyal való tárgyalásai során próbáljon érvényt szerezni a demokratikus értékeknek, amelyekre a magyar-amerikai kapcsolatok épülnek, és amelyeket véleménye szerint Orbán Viktor és kormánya rendszeresen megsért.
A 2019-es európai parlamenti választásokon 18. helyen szerepelt a Momentum Mozgalom listáján, így nem került be a képviselők közé, azonban ugyanezen év októberében a Liberálisok és Demokraták Szövetsége Európáért párt (ALDE) athéni kongresszusán alelnöknek választotta.
A 2019-es önkormányzati választáson a II. kerületi 12. sz. választókörzetben, Pesthidegkúton indult, listás képviselőként került be a képviselő-testületbe. 2019 november 6-án alpolgármesternek választotta meg a képviselő-testület, ezen feladatkörében főbb szakterületei a nemzetközi kapcsolatok, EU-s források, okoskerület, kultúra, digitalizáció és innováció.
A Momentum Mozgalom 2021. január 14-én tartott sajtótájékoztatóján bejelentette, hogy a 2022-es országgyűlési választások ellenzéki előválasztásain Berg Dánielt jelölte a Budapesti 4. számú egyéni választókerület jelöltjeként, de utóbb visszaléptette Tordai Bence javára.
2025. július 30-án bejelentette, hogy súlyos, elhúzódó egészségügyi állapotára való tekintettel lemond alpolgármesteri tisztségéről.

## Magánélete
2021. augusztus 19-én kötött házasságot párttársával, az akkor még európai parlamenti képviselő Cseh Katalinnal.